# Aeroportul Bornholm
Aeroportul Bornholm (în daneză Bornholms Lufthavn) (IATA: RNN, ICAO: EKRN) este un aeroport din Comuna Bornholm, Regiunea Hovedstaden, Danemarca ce deservește zona Insula Bornholm. Aeroportul a fost tranzitat în 2022 de 199.456 de pasageri. A fost deschis în 1940 și numit după zona deservită.
Situat la o altitudine de 16 m, aeroportul dispune de 1 pistă și ocupă o suprafață de 1.600.000 m².

## Infrastructură

### Piste
Aeroportul dispune de o singură pistă. Pista 11/29 are suprafața de asfalt și dimensiunile 2.100 m × 45 m. 